# 天下女人心
《天下女人心》（英語：The Heart of Women），為2012年三立台灣台八點檔連續劇，由昇華娛樂傳播製作。於2012年11月21日首播、2013年11月21日播出大結局。接檔《牽手》於每週一至週五晚間八點播出。

## 播出時間
| 頻道       | 所在地   | 播出日期                      | 播出時間                 | 備註                  |
| ---------- | -------- | ----------------------------- | ------------------------ | --------------------- |
| 三立台灣台 | 臺灣     | 2012年11月21日-2013年11月21日 | 每週一至週五 20:00-22:30 |                       |
| 三立國際台 | 臺灣     | 2017年9月27日-2018年9月25日   | 每週一至週五 18:30-21:00 |                       |
| 佳樂台     | 新加坡   | 2013年2月6日－2014年2月12日   | 每週一至週五 20:00-22:15 |                       |
| 八度空间   | 马来西亚 | 2014年2月21日－2016年12月27日 | 每週一至週五 18:00-19:00 | 全728集               |
| Echannel   | 越南     | 2015年5月18日起               | 每天 11:55-13:55         | 連播两集 (一集45分钟) |

## 演員名單
- 黃少祺飾楊樂多/林嘉豪
- 高宇蓁飾孫寶兒
- 陳冠霖飾陳英騏/許少強
- 連靜雯飾劉世美
- 黃玉榮飾李偉銘
- 簡沛恩飾李天馨/江玉華
- 龍劭華飾許永業
- 蕭景鴻飾方立翔
- 況明潔飾楊秋梅
- 談學斌飾林中興
- 蘇意菁飾何淑敏
- 楊慶煌飾孫正東
- 石峰飾陳長仁
- 陳淑芳飾陳林玥
- 伊正飾陳皓文
- 張本渝飾陳皓萍
- 霍正奇飾李明隆
- 陳誼飾謝麗玲
- 星卉飾陳小小
- 楊烈飾江大海/蔣天養
- 黃文星飾江一誠/黃一誠
- 林韋君飾高念慈
- 李㼈飾洪劍輝
- 何依霈飾孫雪兒
- 夏靖庭飾劉德華
- 呂雪鳳飾呂玉蓮
- 鄭志偉飾廖江湖
- 林佑星飾劉俊
- 蔡裴琳飾廖妹
- 江國賓飾顏國峰
- 亮哲飾顏啟泰
- 曾莞婷飾趙郁惠
- 邱辰恩飾趙志龍
- 林千鈺飾張文娟
- 李亮瑾飾許珮琳
- 陳霆飾江強華
- 王淇飾青年江強華
- 蘭競恆飾蔣元龍
- 練昱廷飾林光義
- 劉沛緹飾王鳳嬌
- 柯素雲飾羅月里
- 楊琪飾蔡春嬌
- 尤瓏澍飾鄭紅龜
- 汪琦飾林春桃
- 黃雨欣飾邱曼娜
- 陳萬號飾鄭黑龜
- 林玉紫飾黃莉莉
- 王岳豐飾林帥吉
- 馬幼興飾方慶昌
- 丁國琳飾彭愛妃
- 林秀玲飾王金鳳
- 岳虹飾郭艷紅
- 潘逸安飾郭友達
- 游詩璟飾郭宜蓁
- 蘇炳憲飾趙猛
- 方妍心飾趙芸
- 丁力騏飾丁耀武
- 林安迪飾邱阿榮
- 璟宣飾王萱萱
- 聶秉賢飾謝正堂
- 許鈞鈞飾葉慧真
- 趙乙丞飾葉維尼
- 董舜豪飾馬克
- 唐臻飾唐小惠
- 黑面飾馬沙
- 傅子瑄飾阿春
- 何曼寧飾楊貴枝
- 曾苡晴飾Fanny
- 史黛西飾高愛倫
- 洪瑞霞飾洪花
- 陳建隆飾劉宇斌
- 萬鴻貴飾吳增贊
- 小戽斗飾林萬福
- 高明偉飾吳陸七
- 王豪飾高手
- 藍葦華飾張建良
- 盧心義飾小美
- 尹嘉萱飾尹小珊
- 王政勛飾小隻
- 張佑鳴飾王來發
- 戴士堯飾邱顯佑
- 葉華飾趙燕君
- 蘇立軒飾Andy
- 苗真飾Betty
- 何冠穎飾吳鐵雄
- 盧彪飾李添富
- 畢志綱飾阿水伯
- 藍一萍飾林罔腰
- 嚴藝文飾張素心
- 廖錦德飾蕭建民
- 林文鈞飾鄭思賢

特別客串：
- 安定亞飾Paul
- 蔡昌憲飾阿昌伯
- 葉諾帆飾阿諾
- 林小樓飾陳艾咪
- 李易飾麥克

## 主題曲

### 片頭金曲
| 順序 | 歌曲名稱         | 作詞           | 作曲           | 主唱           | 播出期間                       | 播出集數         |
| 1    | 甲天借時間       | 郭之儀         | 郭之儀         | 林俊吉、戴梅君 | 2012年11月21日－2012年11月30日 | 第1集～第8集     |
| 2    | 寄袂出去的批     | 蕭進惠         | 小葉           | 董育君         | 2012年12月3日－2012年12月31日  | 第9集～第29集    |
| 3    | 一杯燒酒二滴目屎 | 廖偉志         | 廖偉志         | 洪榮宏         | 2013年1月1日－2013年1月31日    | 第30集～第52集   |
| 4    | 放你自由去飛     | 蕭進惠         | 小葉           | 董育君         | 2013年2月1日－2013年2月28日    | 第53集～第72集   |
| 5    | 太陽             | 張勇強         | 張勇強         | 孫淑媚         | 2013年3月1日－2013年3月29日    | 第73集～第93集   |
| 6    | 流星             | 蕭進惠         | 小葉           | 蕭玉芬         | 2013年4月1日－2013年4月30日    | 第94集～第115集  |
| 7    | 兄弟同心         | 張燕清         | 張燕清         | 莊振凱、蘇振華 | 2013年5月1日－2013年5月10日    | 第116集～第123集 |
| 8    | 將你留           | 郭之儀         | 郭之儀         | 莊振凱         | 2013年5月13日－2013年5月31日   | 第124集～第138集 |
| 9    | 幸福千萬年       | 蕭進惠         | 小葉           | 鄔兆邦、董育君 | 2013年6月3日－2013年6月28日    | 第139集～第158集 |
| 10   | 願賭服輸         | 張欣瑜         | 林佳玲         | 李翊君         | 2013年7月1日－2013年7月31日    | 第159集～第181集 |
| 11   | 你的人生         | 柯銅牆、蕭進惠 | 柯銅牆、蕭進惠 | 余天           | 2013年8月1日－2013年8月30日    | 第182集～第203集 |
| 12   | 刺桐花           | 黃大軍、魏肇新 | 黃大軍、魏肇新 | 王建傑         | 2013年9月2日－2013年9月30日    | 第204集～第224集 |
| 13   | 月光透歸暝       | 黃秀清、蕭進惠 | 黃秀清、蕭進惠 | 余天、王瑞霞   | 2013年10月1日－2013年10月18日  | 第225集～第238集 |
| 14   | 媽祖的囝仔       | 彭立、蕭進惠   | 彭立、蕭進惠   | 徐承邦         | 2013年10月21日－2013年10月31日 | 第239集～第247集 |
| 15   | 喔喔             | 高樂榮         | 高樂榮         | 戴梅君         | 2013年11月1日－2013年11月5日   | 第248集～第250集 |
| 16   | 假裝愛過         | 陳偉強         | 陳偉強         | 蘇振華         | 2013年11月6日－2013年11月21日  | 第251集～第262集 |

### 片頭曲
| 順序 | 歌曲名稱       | 作詞           | 作曲           | 主唱           | 播出期間                       | 播出集數         |
| 1    | 牽你的手       | 石國人         | 石國人         | 唐儷、陳隨意   | 2012年11月21日－2012年12月31日 | 第1集～第29集    |
| 2    | 情深緣淺       | 郭之儀         | 郭之儀         | 甲子慧、荒山亮 | 2013年1月1日－2013年1月31日    | 第30集～第52集   |
| 3    | 心情像風       | 黃永發         | 洪榮宏         | 洪榮宏         | 2013年2月1日－2013年2月28日    | 第53集～第72集   |
| 4    | 老婆           | 江志豐         | 江志豐         | 楊靜           | 2013年3月1日－2013年3月29日    | 第73集～第93集   |
| 5    | 疼惜自己       | 王尚宏         | 王尚宏         | 孫淑媚         | 2013年4月1日－2013年4月30日    | 第94集～第115集  |
| 6    | 男人世界的女人 | 高以德         | 王尚宏         | 黃妃           | 2013年5月1日－2013年5月31日    | 第116集～第138集 |
| 7    | 天意           | 江志豐         | 江志豐         | 江志豐         | 2013年6月3日－2013年6月28日    | 第139集～第158集 |
| 8    | 愛恨一粒心     | 林東松         | 林東松         | 荒山亮         | 2013年7月1日－2013年7月31日    | 第159集～第181集 |
| 9    | 一言難盡       | 高以德         | 黄明洲、吳舜華 | 李翊君         | 2013年8月1日－2013年8月30日    | 第182集～第203集 |
| 10   | 我會等待你     | 吳建州、唐銘良 | 吳建州、唐銘良 | 謝宜君         | 2013年9月2日－2013年9月23日    | 第204集～第219集 |
| 11   | 愛的記號       | 石國人         | 石國人         | 張蓉蓉         | 2013年9月24日－2013年9月30日   | 第220集～第224集 |
| 12   | 惦在你身邊     | 彭立           | 彭立           | 黄乙玲         | 2013年10月1日－2013年10月18日  | 第225集～第238集 |
| 13   | 感恩的歌聲     | 陳宏           | 陳宏           | 陳雷           | 2013年10月21日－2013年10月31日 | 第239集～第247集 |
| 14   | 你返來的彼一暝 | 許明傑         | 許明傑         | 邵大倫         | 2013年11月1日－2013年11月21日  | 第248集～第262集 |

### 插曲
| 順序 | 歌曲名稱     | 作詞         | 作曲           | 主唱           |
| 1    | 怎樣擱愛你   | 張明達       | 尤景仰         | 王瑞霞         |
| 2    | 愛一回傷一回 | 李揚喜       | 王宗凱         | 翁立友         |
| 3    | 無緣的手指   | 高以德       | 吳舜華、黃明洲 | 鄧妙華         |
| 4    | 分手在今夜   | 郭之儀       | 郭之儀、莊振凱 | 莊振凱         |
| 5    | 真心無代價   | 彭立         | 彭立           | 黃妃           |
| 6    | 乎你來疼     | 李換         | 李換           | 鳳娘           |
| 7    | 愛你的是我   | 荒山亮       | 荒山亮         | 荒山亮、蔡佳瑩 |
| 8    | 憨人的幸福   | 張欣瑜、鄭識 | 鄭識           | 吳淑敏         |
| 9    | 辣妹駕到     | 廖偉志       | 廖偉志         | 張秀卿         |
| 10   | 愛你抹後悔   | 騰原俊司     | 葉勝欽         | 王識賢         |
| 11   | 愛驚醒       | 黃大軍       | 黃大軍         | 孫淑媚         |

### 片尾曲
| 順序 | 歌曲名稱       | 作詞   | 作曲   | 主唱           | 播出期間                       | 播出集數         |
| 1    | 心情像風       | 黃永發 | 洪榮宏 | 洪榮宏         | 2012年11月21日－2012年12月31日 | 第1集～第29集    |
| 2    | 牽你的手       | 石國人 | 石國人 | 唐儷、陳隨意   | 2013年1月1日－2013年1月31日    | 第30集～第52集   |
| 3    | 花啊花         | 陳偉強 | 陳偉強 | 黃乙玲         | 2013年2月1日－2013年2月28日    | 第53集～第72集   |
| 4    | 誰人愛我親像你 | 吳靜慧 | 吳靜慧 | 洪榮宏         | 2013年3月1日－2013年3月29日    | 第73集～第93集   |
| 5    | 老婆           | 江志豐 | 江志豐 | 楊靜           | 2013年4月1日－2013年4月30日    | 第94集～第115集  |
| 6    | 情義           | 陳偉強 | 陳偉強 | 王中平、陳茂豐 | 2013年5月1日－2013年5月31日    | 第116集～第138集 |
| 7    | 男人世界的女人 | 高以德 | 王尚宏 | 黃妃           | 2013年6月3日－2013年6月28日    | 第139集～第158集 |
| 8    | 天意           | 江志豐 | 江志豐 | 江志豐         | 2013年7月1日－2013年7月31日    | 第159集～第181集 |
| 9    | 惦在你身邊     | 彭立   | 彭立   | 黄乙玲         | 2013年8月1日－2013年8月30日    | 第182集～第203集 |
| 10   | 細漢的願望     | 張欣瑜 | 林從胤 | 秀蘭瑪雅       | 2013年9月2日－2013年9月30日    | 第204集～第224集 |
| 11   | 愛的記號       | 石國人 | 石國人 | 張蓉蓉         | 2013年10月1日－2013年10月31日  | 第225集～第247集 |
| 12   | 阿魯娜         | 郭之儀 | 郭之儀 | 陳雷           | 2013年11月1日－2013年11月20日  | 第248集～第261集 |

### 片尾金曲
| 順序 | 歌曲名稱     | 作詞           | 作曲           | 主唱           | 播出期間                       | 播出集數         |
| 1    | 違背良心     | 蕭進惠、白進法 | 小葉           | 王瑞霞         | 2012年11月21日－2012年11月30日 | 第1集～第8集     |
| 2    | 媽媽的皺紋   | 郭之儀         | 郭之儀         | 陳雷           | 2012年12月3日－2012年12月31日  | 第9集～第29集    |
| 3    | 愛阮愛一半   | 葉璦菱、張欣瑜 | 葉璦菱、林從胤 | 葉璦菱、鄭君威 | 2013年1月1日－2013年1月31日    | 第30集～第52集   |
| 4    | 將阮愛一半   | 郭之儀         | 郭之儀         | 洪百慧         | 2013年2月1日－2013年2月15日    | 第53集～第63集   |
| 5    | 情若放       | 陳偉強         | 陳偉強         | 洪百慧、林俊吉 | 2013年2月18日－2013年2月28日   | 第64集～第72集   |
| 6    | 秋天來了     | 葉璦菱、張靜洳 | 葉璦菱         | 葉璦菱         | 2013年3月1日－2013年3月29日    | 第73集～第93集   |
| 7    | 最後最愛的人 | 呂曉棟、柯英高 | 呂曉棟         | 曹雅雯         | 2013年4月1日－2013年4月19日    | 第94集～第108集  |
| 8    | 女人俱樂部   | 郭之儀         | 郭之儀         | 黃妃           | 2013年4月22日－2013年4月30日   | 第109集～第115集 |
| 9    | 紙風箏       | 蕭進惠         | 小葉           | 蕭玉芬         | 2013年5月1日－2013年5月31日    | 第116集～第138集 |
| 10   | 愛恨一粒心   | 林東松         | 林東松         | 荒山亮         | 2013年6月3日－2013年6月17日    | 第139集～第149集 |
| 11   | 七仔虧       | 荒山亮         | 荒山亮         | 荒山亮         | 2013年6月18日－2013年6月28日   | 第150集～第158集 |
| 12   | 雨傘         | 蕭進惠         | 小葉           | 蕭玉芬         | 2013年7月1日－2013年7月17日    | 第159集～第171集 |
| 13   | 囝仔         | 阿樂           | 阿樂           | 江蕙           | 2013年7月18日－2013年7月31日   | 第172集～第181集 |
| 14   | 女神降臨     | 徐哲緯         | Tony           | 戴梅君         | 2013年8月1日－2013年8月18日    | 第182集～第191集 |
| 15   | 相逢情歌     | 高樂榮         | 高樂榮         | 戴梅君、莊振凱 | 2013年8月19日－2013年8月30日   | 第192集～第203集 |
| 16   | 最後的结局   | 蕭進惠         | 小葉           | 董育君、鄭君威 | 2013年9月2日－2013年9月30日    | 第204集～第224集 |
| 17   | 攏是為着愛   | 張欣瑜         | 林從胤         | 秀蘭瑪雅       | 2013年10月1日－2013年10月31日  | 第225集～第247集 |
| 18   | 媽祖的囝仔   | 彭立、蕭進惠   | 彭立、蕭進惠   | 徐承邦         | 2013年11月1日－2013年11月20日  | 第248集～第262集 |

## 收視率
| 中華民國 三立台灣台 首播收视率 （AC尼爾森） |          |                                |        |      |                                  |
| 集數                                        | 週數     | 播出日期                       | 收视率 | 排名 | 備註                             |
| 1-3                                         | 01       | 2012年11月21日－2012年11月23日 | 3.68   | 2    | 11月21日《牽手》播出結局後首播。 |
| 4-8                                         | 02       | 2012年11月26日－2012年11月30日 | 3.47   | 2    |                                  |
| 9-13                                        | 03       | 2012年12月3日－2012年12月7日   | 3.24   | 2    |                                  |
| 14-18                                       | 04       | 2012年12月10日－2012年12月14日 | 3.20   | 2    |                                  |
| 19-23                                       | 05       | 2012年12月17日－2012年12月21日 | 3.21   | 2    |                                  |
| 24-28                                       | 06       | 2012年12月24日－2012年12月28日 | 3.53   | 2    |                                  |
| 29-33                                       | 07       | 2012年12月31日－2013年1月4日   | 3.56   | 2    |                                  |
| 34-38                                       | 08       | 2013年1月7日－2013年1月11日    | 3.45   | 2    |                                  |
| 39-43                                       | 09       | 2013年1月14日－2013年1月18日   | 3.21   | 2    |                                  |
| 44-48                                       | 10       | 2013年1月21日－2013年1月25日   | 3.21   | 2    |                                  |
| 49-53                                       | 11       | 2013年1月28日－2013年2月1日    | 3.70   | 2    |                                  |
| 54-58                                       | 12       | 2013年2月4日－2013年2月8日     | 3.12   | 2    |                                  |
| 59-63                                       | 13       | 2013年2月11日－2013年2月15日   | 2.65   | 2    |                                  |
| 64-68                                       | 14       | 2013年2月18日－2013年2月22日   | 3.53   | 2    |                                  |
| 69-73                                       | 15       | 2013年2月25日－2013年3月1日    | 3.12   | 2    |                                  |
| 74-78                                       | 16       | 2013年3月4日－2013年3月8日     | 2.81   | 2    |                                  |
| 79-83                                       | 17       | 2013年3月11日－2013年3月15日   | 2.93   | 2    |                                  |
| 84-88                                       | 18       | 2013年3月18日－2013年3月22日   | 2.91   | 2    |                                  |
| 89-93                                       | 19       | 2013年3月25日－2013年3月29日   | 3.07   | 2    |                                  |
| 94-98                                       | 20       | 2013年4月1日－2013年4月5日     | 2.75   | 2    |                                  |
| 99-103                                      | 21       | 2013年4月8日－2013年4月12日    | 2.88   | 2    |                                  |
| 104-108                                     | 22       | 2013年4月15日－2013年4月19日   | 2.61   | 2    |                                  |
| 109-113                                     | 23       | 2013年4月22日－2013年4月26日   | 2.56   | 2    |                                  |
| 114-118                                     | 24       | 2013年4月29日－2013年5月3日    | 2.72   | 2    |                                  |
| 119-123                                     | 25       | 2013年5月6日－2013年5月10日    | 2.87   | 2    |                                  |
| 124-128                                     | 26       | 2013年5月13日－2013年5月17日   | 3.07   | 2    |                                  |
| 129-133                                     | 27       | 2013年5月20日－2013年5月24日   | 3.70   | 2    |                                  |
| 134-138                                     | 28       | 2013年5月27日－2013年5月31日   | 3.14   | 2    |                                  |
| 139-143                                     | 29       | 2013年6月3日－2013年6月7日     | 3.55   | 2    |                                  |
| 144-148                                     | 30       | 2013年6月10日－2013年6月14日   | 3.67   | 2    |                                  |
| 149-153                                     | 31       | 2013年6月17日－2013年6月21日   | 3.89   | 2    |                                  |
| 154-158                                     | 32       | 2013年6月24日－2013年6月28日   | 3.88   | 2    |                                  |
| 159-163                                     | 33       | 2013年7月1日－2013年7月5日     | 3.88   | 2    |                                  |
| 164-168                                     | 34       | 2013年7月8日－2013年7月12日    | 4.49   | 2    |                                  |
| 169-173                                     | 35       | 2013年7月15日－2013年7月19日   | 3.82   | 2    |                                  |
| 174-178                                     | 36       | 2013年7月22日－2013年7月26日   | 3.84   | 2    |                                  |
| 179-183                                     | 37       | 2013年7月29日－2013年8月2日    | 3.65   | 2    |                                  |
| 184-188                                     | 38       | 2013年8月5日－2013年8月9日     | 3.44   | 2    |                                  |
| 189-193                                     | 39       | 2013年8月12日－2013年8月16日   | 4.15   | 2    |                                  |
| 194-198                                     | 40       | 2013年8月19日－2013年8月23日   | 3.64   | 2    |                                  |
| 199-203                                     | 41       | 2013年8月26日－2013年8月30日   | 3.30   | 2    |                                  |
| 204-208                                     | 42       | 2013年9月2日－2013年9月6日     | 3.13   | 2    |                                  |
| 209-213                                     | 43       | 2013年9月9日－2013年9月13日    | 3.35   | 2    |                                  |
| 214-218                                     | 44       | 2013年9月16日－2013年9月20日   | 2.92   | 2    |                                  |
| 219-223                                     | 45       | 2013年9月23日－2013年9月27日   | 3.57   | 2    |                                  |
| 224-228                                     | 46       | 2013年9月30日－2013年10月4日   | 3.43   | 2    |                                  |
| 229-233                                     | 47       | 2013年10月7日－2013年10月11日  | 3.63   | 2    |                                  |
| 234-238                                     | 48       | 2013年10月14日－2013年10月18日 | 3.87   | 2    |                                  |
| 239-243                                     | 49       | 2013年10月21日－2013年10月25日 | 3.75   | 2    |                                  |
| 244-248                                     | 50       | 2013年10月28日－2013年11月1日  | 3.61   | 2    |                                  |
| 249-253                                     | 51       | 2013年11月4日－2013年11月8日   | 3.67   | 2    |                                  |
| 254-258                                     | 52       | 2013年11月11日－2013年11月15日 | 3.98   | 2    |                                  |
| 259-262                                     | 53       | 2013年11月18日－2013年11月21日 | 5.56   | 1    |                                  |
| 平均收視                                    | 平均收視 | 平均收視                       | 3.40   | 2-1  |                                  |

- 由AGB尼爾森調查，調查範圍是四歲以上收看電視之觀眾。
- 資料來源：中時娛樂

## 外部連結
- 官方网站
- 天下女人心的Facebook專頁
- 越南-天下女人心Facebook後援會
- 天下女人心-電視劇:台灣劇-偶像劇場 （页面存档备份，存于）
- 三立台灣台-天下女人心Flickr官方網站
- 台娛百科上的相关条目：天下女人心

## 爭議事件
- 陳英騏（陳冠霖飾演）抽出自己的血，直接注入失血過多而死的李天馨（簡沛恩飾演）體內，竟然起死回生。

疑點：輸血前未考量血型相容性、其中過程潦草。
- 李明隆（霍正奇飾演）遭受雷擊，結果不是燒焦，而是七孔流血。[2]。
- 孫寶兒（高宇蓁飾演）吻醒斷氣身亡10分鐘的楊樂多（黃少祺飾演）。

疑點：醫師已確定楊樂多死亡，卻還能藉由一次親吻以死而復活。
- 駭客使用DoS作業系統進行防火牆的入侵竄改。入侵失敗的畫面竟由Silde呈現。

疑點：完全不合乎邏輯。
- 方立翔（蕭景鴻飾演）劇中得報應，慘糟大卡車撞飛，後在彈到高壓電線，撞上競選看板上，電死。

疑點：被撞飛，怎麼轉90度撞飛在彈上看板，在看板上黏超過10秒，不合邏輯。

## 電視節目的變遷
| 中華民國 三立台灣台 三立八點台劇 · 每週一至週五20:00－22:30 | 中華民國 三立台灣台 三立八點台劇 · 每週一至週五20:00－22:30 | 中華民國 三立台灣台 三立八點台劇 · 每週一至週五20:00－22:30 |
| ----------------------------------------------------------- | ----------------------------------------------------------- | ----------------------------------------------------------- |
|                                                             | 天下女人心 （2012年11月21日－2013年11月21日）               |                                                             |
| 牽手 （2011年11月29日－2012年11月21日）                     | 世間情 （2013年11月21日－2015年7月28日）                    |                                                             |

| Mio TV 佳樂台 每週一至週五20:00－22:15    | Mio TV 佳樂台 每週一至週五20:00－22:15     | Mio TV 佳樂台 每週一至週五20:00－22:15 |
| ----------------------------------------- | ------------------------------------------ | -------------------------------------- |
|                                           | 天下女人心 （2013年2月6日－2014年2月12日） |                                        |
| 阿爸的願望 （2013年1月9日－2013年2月5日） | 世間情 （2014年2月12日－2016年4月13日）    |                                        |

| 八度空间 每週一至週五18:00－18:58           | 八度空间 每週一至週五18:00－18:58            | 八度空间 每週一至週五18:00－18:58 |
| ------------------------------------------- | -------------------------------------------- | --------------------------------- |
|                                             | 天下女人心 （2014年2月21日－2016年12月27日） |                                   |
| 家和萬事興 （2011年6月29日－2014年2月20日） | 後媽的春天 （2016年12月28日－2017年2月23日） |                                   |